# Whitey Durham
Brian "Whitey" Durham er en fiktiv person i tv-serien One Tree Hill. Han spilles af den amerikanske skuespiller Barry Corbin. Han er Tree Hill Ravens basketballtræner og en faderfigur for mange af spillerne på holdet, især Lucas Scott, Nathan Scott og Jake Jagielski.